# Sky Cinema Uno
Sky Cinema Uno è il canale principale della testata Sky Cinema e dal 20 luglio 2009 è disponibile anche in alta definizione. Oltre a proporre prime visioni di film, trasmette appuntamenti settimanali fissi che propongono i maggiori successi degli ultimi mesi e rubriche di approfondimento su anticipazioni, gossip e curiosità inerenti al cinema. Inoltre, trasmette anche serie e miniserie televisive in prima visione, come i prodotti Sky Original. L'emittente si trova al canale 301 della piattaforma Sky nel pacchetto "Sky Cinema".

## Storia
Il canale nasce il 31 luglio 2003 come Sky Cinema 1, in concomitanza con il lancio della piattaforma Sky Italia, nata a seguito della fusione tra TELE+ e Stream TV. Nei primi mesi di attività era disponibile anche sulle frequenze terrestri analogiche (con codifica Irdeto) precedentemente occupate da TELE+ Bianco e ancora prima da TELE+2.
Dal 1º marzo 2008 il canale inizia a trasmettere nel formato panoramico 16:9, insieme agli altri canali del pacchetto Cinema e a Sky Primafila.
A partire dal 20 luglio 2009, il canale inizia a trasmettere anche in alta definizione, sostituendo il canale Sky Cinema HD. 
Dal 5 novembre 2016 il canale cambia il logo e le grafiche insieme agli altri canali di Sky Cinema e contestualmente viene rinominato Sky Cinema Uno (tutto in lettere).
Altri due rebranding si sono verificati il 2 luglio 2018 e il 15 gennaio 2021, uniformandosi alla controparte britannica.
Dal 1º dicembre 2024 una copia di Sky Cinema Uno viene accesa al canale 127.

## Altre versioni

### Sky Cinema Uno +1
Ritrasmetteva la programmazione di Sky Cinema Uno un'ora dopo rispetto al canale principale. Debutta, insieme ad altri canali, con il lancio della piattaforma Sky. Fino al 20 dicembre 2008 era conosciuto come Sky Cinema 2, mentre fino al 4 novembre 2016 era denominato Sky Cinema +1. A partire dal 1º aprile 2010 era disponibile anche in HD. Viene spenta l'8 marzo 2019 in seguito a una riorganizzazione dei canali Sky Cinema.

### Sky Cinema Uno +24
Ritrasmette la programmazione di Sky Cinema Uno ventiquattro ore dopo rispetto al canale principale. Il canale è nato il 20 dicembre 2008 con il nome di Sky Cinema +24 fino al 4 novembre 2016. Il canale è disponibile anche in HD a partire dal 1º aprile 2010.
In seguito all'iniziativa Sky #IoRestoACasa, dal 4 aprile al 26 maggio 2020 il canale viene rinominato in Sky Cinema #IoRestoACasa 1, mentre dal 27 maggio al 30 giugno 2020 viene rinominato in Sky Cinema per te 1.

## Programmi
- 100x100 Cinema[9]
- Sky Cine News
- La notte dei Golden Globe[10] (2012-2021, 2023)
- La notte degli Oscar[11] (2005-2023)
- Premi David di Donatello[12][13] (2016-2017)

## Loghi

31 luglio 2003 - 28 giugno 2010
28 giugno 2010 - 5 novembre 2016
5 novembre 2016 - 2 luglio 2018
2 luglio 2018 - 15 gennaio 2021
In uso dal 15 gennaio 2021